# Helga Heinrich
Helga Heinrich-Steudel (ur. 4 maja 1939 w Görschnitz) – niemiecka zawodniczka sportów motorowych.

## Życiorys
W młodości uprawiała lekkoatletykę i gimnastykę. Po uzyskaniu prawa jazdy w 1959 roku dołączyła do MC Plauen i rozpoczęła ściganie się motocyklami. W 1963 roku wygrała wyścigi w Geyer i Dreźnie, a w Schleizu była druga. W 1965 roku wygrała Grand Prix Niemiec Wschodnich na Sachsenringu w ramach Mistrzostw Świata. Rok później wygrała juniorski Puchar ADMV. W 1970 roku przyjęła od Heinza Melkusa ofertę ścigania się Melkusem RS 1000. Tym pojazdem rywalizowała do 1973 roku, a następnie rozpoczęła ściganie się Melkusem PT 73 Spyder. W latach 1979–1980 zdobywała tym samochodem mistrzostwo kraju w klasie B6. Jednocześnie w 1979 roku zadebiutowała MT 77 w Formule Easter. W 1983 roku zakończyła karierę. Po zjednoczeniu Niemiec występowała w wyścigach samochodów historycznych.